# Memoriál Pavla Romana
Memoriál Pavla Romana je mezinárodní soutěž v tancích na ledě pořádaná Českou krasobruslařskou asociací. Soutěž se koná každoročně v Olomouci. 

## Přehled medailistů

### Kategorie: Senioři
| Senioři                                 | Senioři                                      | Senioři                                  | Senioři                              | Senioři  |
| --------------------------------------- | -------------------------------------------- | ---------------------------------------- | ------------------------------------ | -------- |
| Rok                                     | Zlato                                        | Stříbro                                  | Bronz                                | Poznámka |
| 2002                                    | Pamela O'Connor / Jonathan O'Dougherty       | Phillipa Towler-Green / Robert Burgerman | Marina Timofeieva / Evgeni Striganov | [ 1 ]    |
| 2003                                    | Soutěž se nekonala                           | Soutěž se nekonala                       | Soutěž se nekonala                   | [ 2 ]    |
| 2004                                    | Diana Janošťáková / Jiří Procházka           | Ivana Dlhopolčeková Hynek Bílek          | Olga Akimova / Alexander Shakalov    |          |
| 2005                                    | Kamila Hájková / David Vincour               | Eve Bentley / Cedric Pernet              | Žádní další soupeři                  |          |
| 2006                                    | Evgenia Melnik / Oleg Krupen                 | Joanna Budner / Jan Mościcki             | Aleksandra Gott / Iliya Koreshev     |          |
| 2007                                    | Kamila Hájková / David Vincour               | Carolina Hermann / Daniel Hermann        | Lucie Myslivečková / Matěj Novák     | [ 3 ]    |
| 2008                                    | Nelli Zhiganshina / Alexander Gazsi          | Kamila Hájková / David Vincour           | Christina Chitwood / Mark Hanretty   | [ 4 ]    |
| 2009                                    | Nóra Hoffmann / Maxim Zavozin                | Lucie Myslivečková / Matěj Novák         | Nelli Zhiganshina / Alexander Gazsi  |          |
| 2010                                    | Nelli Zhiganshina / Alexander Gazsi          | Nikola Višňová / Lukáš Csolley           | Zsuzsanna Nagy / Máté Fejes          | [ 5 ]    |
| 2011                                    | Zsuzsanna Nagy / Máté Fejes                  | Gabriela Kubová / Dmitri Kiselev         | Carolina Hermann / Daniel Hermann    | [ 6 ]    |
| 2012                                    | Nelli Zhiganshina / Alexander Gazsi          | Siobhan Heekin-Canedy / Dmitri Dun       | Charlene Guignard / Marco Fabbri     | [ 7 ]    |
| 2013                                    | Laurence Fournier Beaudry / Nikolaj Sorensen | Dora Turoczi / Balazs Major              | Sophie Jones / Jordan Brown          | [ 8 ]    |
| 2014                                    | Barbora Silná / Juri Kurakin                 | Cortney Mansour / Michal Češka           | Laureline Aubry / Kevin Bellingard   | [ 9 ]    |
| 2015                                    | Cortney Mansour / Michal Češka               | Taylor Tran / Saulius Ambrulevičius      | Žádní další soupeři                  | [ 10 ]   |
| V letech 2016 a 2017 se soutěž nekonala |                                              |                                          |                                      |          |
| 2018                                    | Anastasia Shakun / Daniil Ragimov            | Žádní další soupeři                      | Žádní další soupeři                  | [ 11 ]   |

### Kategorie: Junioři
| Junioři                                 | Junioři                                | Junioři                                 | Junioři                                | Junioři  |
| --------------------------------------- | -------------------------------------- | --------------------------------------- | -------------------------------------- | -------- |
| Rok                                     | Zlato                                  | Stříbro                                 | Bronz                                  | Poznámka |
| 2002                                    | Petra Pachlová / Petr Knoth            | Barbara Herzog / Dmitri Matsjuk         | Sandra Gissmann / Marco Derpa          | [ 1 ]    |
| 2003                                    | Barbora Silná / Martin Šubrt           | Joanna Budner / Jan Mościcki            | Kitty Jónas / Adam Sólya               | [ 2 ]    |
| 2004                                    | Kamila Hájková / David Vincour         | Grethe Grünberg / Kristian Rand         | Zoé Blanc / Pierre-Loup Bouquet        |          |
| 2005                                    | Carolina Hermann / Daniel Hermann      | Joanna Budner / Jan Mościcki            | Krisztina Barta / Ádám Tóth            |          |
| 2006                                    | Tanja Kolbe / Sascha Rabe              | Lucie Myslivečková / Matěj Novák        | Carolina Hermann / Daniel Hermann      |          |
| 2007                                    | Kristina Gorshkova / Vitali Butikov    | Alisa Agafanova / Dmitri Dun            | Emese Laszlo / Mate Fejes              | [ 3 ]    |
| 2008                                    | Lorenza Alessandrini / Simone Vaturi   | Anne Sophie Bilet / Adrien Hamon        | Gabriela Kubová / Petr Seknička        | [ 4 ]    |
| 2009                                    |                                        |                                         |                                        |          |
| 2010                                    | Alexandra Stepanova / Ivan Bukin       | Karolína Procházková / Michal Češka     | Tatiana Baturintseva / Sergei Mozgov   | [ 5 ]    |
| 2011                                    | Ksenia Korobkova / Daniil Gleichengauz | Viktoria Kavaliova / Yurii Bieliaiev    | Shari Koch / Christian Nuchtern        | [ 6 ]    |
| 2012                                    | Karolína Procházková / Michal Češka    | Anastasia Shpilevaya / Grigory Smirnov  | Jana Čejková / Alexandr Sinicyn        | [ 7 ]    |
| 2013                                    | Viktoria Kavaliova / Yurii Bieliaiev   | Cortney Mansour / Michal Češka          | Loreen Geiler / Sven Miersch           | [ 8 ]    |
| 2014                                    | Nicole Kuzmich / Alexandr Sinicyn      | Kateřina Koníčková / Matěj Lang         | Ria Schwendinger / Valentin Wunderlich | [ 9 ]    |
| 2015                                    | Nicole Kuzmich / Alexandr Sinicyn      | Ria Schwendinger / Valentin Wunderlich  | Olga Bibihina / Daniil Zvorykin        | [ 10 ]   |
| V letech 2016 a 2017 se soutěž nekonala |                                        |                                         |                                        |          |
| 2018                                    | Loicia Demougeot / Theo Le Mercier     | Charise Matthaei / Maximilian Pfisterer | Sasha Fear / George Waddell            | [ 11 ]   |

### Kategorie: Žáci
| Žáci                              | Žáci                                  | Žáci                                   | Žáci                                      | Žáci     |
| --------------------------------- | ------------------------------------- | -------------------------------------- | ----------------------------------------- | -------- |
| Rok                               | Zlato                                 | Stříbro                                | Bronz                                     | Poznámka |
| 2002                              | Rina Thieleke / Sascha Rabe           | Cindy Gebert / Paul Boll               | Carolina Hermann / Daniel Hermann         | [ 1 ]    |
| 2003                              | Milena Szymczyk / Maciej Bernardowski | Anna Thomsen / Nikolaj Sorensen        | Alisa Agafonova / Dmitri Dun              | [ 2 ]    |
| 2004                              | Saskia Brall / Tim Giesen             | Irina Shtork / Taavi Rand              | Lucie Myslivečková / Matěj Novák          |          |
| 2005                              | Irina Shtork / Taavi Rand             | Xeniya Chepizko / Sergiy Shevchenko    | Gabriela Kubová / Petr Seknička           |          |
| 2006                              | Irina Shtork / Taavi Rand             | Xeniya Chepizko / Sergiy Shevchenko    | Federica Testa / Andrea Malnati           |          |
| 2007                              | Maria Nosulia / Yevhen Kholoniuk      | Viktoria Kavaleva / Yurii Bieliaiev    | Stepfanie Friedreich / Heinrich Lang      | [ 3 ]    |
| 2008                              | Charlene Gruner / Kevin Gassner       | Viviane Roscher / Tony Engelhardt      | Jessica Flemin / Jeremy Flemin            | [ 4 ]    |
| 2009                              |                                       |                                        |                                           |          |
| 2010                              | Eva Khachaturian / Igor Eremenko      | Yulia Dolgikh / Alexander Prachanov    | Francesca Cazzaniga / Giona Terzo Ortenzi | [ 5 ]    |
| 2011                              | Loreen Geiler / Sven Miersch          | Nguyen Thanh Nga / Theo Bauta          | Claire Johnson / Wendelin Bock            | [ 6 ]    |
| 2012                              | Claire Johnson / Wendelin Bock        | Benedetta Biffi / Lorenzo Giossi       | Sofiya Zhakovska / Ivan Yakovlev          | [ 7 ]    |
| 2013                              | Anne-Marie Wolf / Kieren Wagner       | Zsófia Nagy / Tamás Ráduly             | Zsófia Sipeki / Tamás Némedi              | [ 8 ]    |
| 2014                              | Anne-Marie Wolf / Kieren Wagner       | Ekaterina Mironova / Nikita Pcheliakov | Žádní další soupeři                       | [ 9 ]    |
| 2015                              | Oliwia Borowska / Filip Bojanowski    | Ramona Grimm / Marcus Koenig           | Alisa Abdullina / Maxim Nuraliev          | [ 10 ]   |
| 2016                              | Anne-Marie Wolf / Max Liebers         | Natalie Taschlerová / Filip Taschler   | Loréna Bubcsó / Alfréd Sőregi-Niksz       | [ 12 ]   |
| V roce 2017 se soutěž se nekonala |                                       |                                        |                                           |          |
| 2018                              | Emily Phillips / Jayin Panesar        | Ninon Terreaux / Alric Baumgartner     | Lea Enderlein / Malte Brandt              | [ 11 ]   |

### Kategorie: Mladší žáci
| Mladší žáci                       | Mladší žáci                                 | Mladší žáci                               | Mladší žáci                                 | Mladší žáci |
| --------------------------------- | ------------------------------------------- | ----------------------------------------- | ------------------------------------------- | ----------- |
| Rok                               | Zlato                                       | Stříbro                                   | Bronz                                       | Poznámka    |
| 2010                              | Katsyarina Sapazhenkava / Vadzim Davidovich | Maddalena Rossignoli / Samuele Rossignoli | Zsófia Sipeki / Tamás Némedi                | [ 5 ]       |
| 2011                              | Eva Zaporozhskaya / Alexander Balykov       | Polina Ivanenko / Sergei Semko            | Palina Mishchanchuk / Uladzislau Palkhouski | [ 6 ]       |
| 2012                              | Olga Giglava / Yaroslav Libenko             | Zuzanna Sudnik / Mateusz Żuchowski        | Villő Marton / Levente Balázsi              | [ 7 ]       |
| 2013                              | Marta Lewandowska / Jan Lipski              | Oliwia Borowska / Jeremi Potocki          | Krystyna Matukhno / Danylo Lykhopok         | [ 8 ]       |
| 2014                              | Marta Lewandowska / Jan Lipski              | Oliwia Borowska / Filip Bojanowski        | Maja Kruszyńska / Jeremi Potocki            | [ 9 ]       |
| 2015                              | Klára Kazdová / Filip Štrubl                | Maja Kruszyńska / Jeremi Potocki          | Marta Filip / Tymoteusz Woźniak             | [ 10 ]      |
| 2016                              | Yelyzaveta Krapyvna / Yehor Rybalchenko     | Klára Kazdová / Filip Štrubl              | Katica Kedves / Ákos Búcsú                  | [ 12 ]      |
| V roce 2017 se soutěž se nekonala |                                             |                                           |                                             |             |
| 2018                              | Illeana Coulon / Julien Mathieu             | Eszter Trojan / Huba Gallai               | Žádní další soupeři                         | [ 11 ]      |